# Задоволення

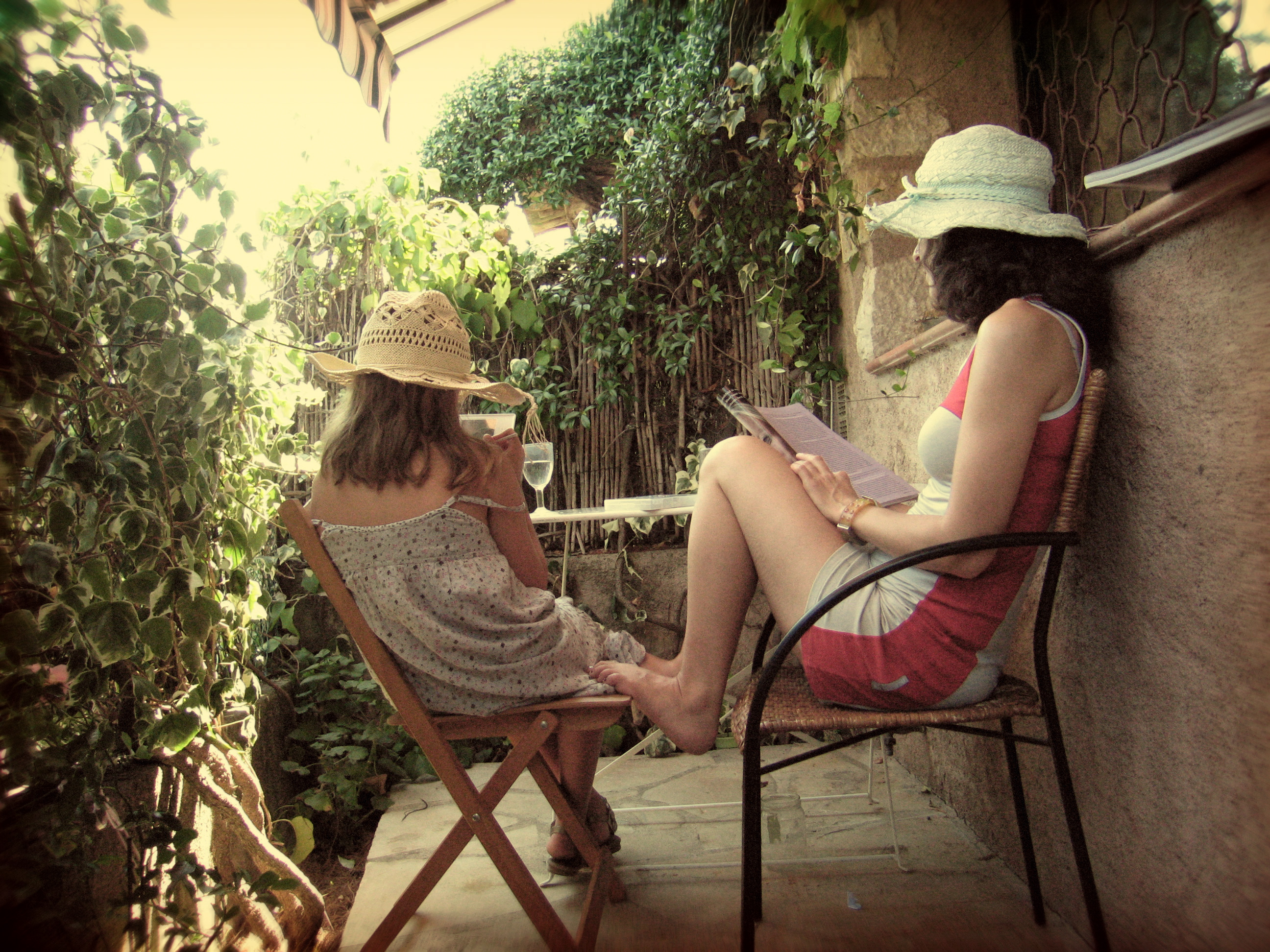
Задоволення вікендом у Франції.

Задово́лення — позитивно забарвлена емоція, що супроводжує вдоволення однієї або кількох потреб. Антонімом задоволення є страждання й біль. Поняття задоволення в філософії Епікура ототожнене зі щастям. Надалі така позиція отримала найменування гедонізм. Стоїки, навпаки, вважали задоволення пристрастю, що викликає залежність і звичку. Зараз під задоволенням мають на увазі контрольовані певною ділянкою головного мозку тактильні[уточнити] відчуття, що створюють позитивне емоційне тло.